# San Juanico, Acambay
San Juanico, även San Juanico Sector Uno, är en ort i Mexiko, tillhörande kommunen Acambay de Ruíz Castañeda i den västra delen av delstaten Mexiko, i den centrala delen av landet. Orten hade 1 080 invånare vid folkräkningen 2010.